# Supercoppa tedesca 2018 (pallavolo maschile)
La Supercoppa tedesca 2018 si è svolta il 28 ottobre 2018: al torneo hanno partecipato due squadre di club tedesche e la vittoria finale è andata per la terza volta consecutiva al Friedrichshafen.

## Regolamento
Le squadre hanno disputato una gara unica.

## Squadre partecipanti
| Squadra         | Qualificazione                       | Ultima partecipazione   |
| --------------- | ------------------------------------ | ----------------------- |
| Charlottenburg  | Vincitrice 1.Bundesliga 2017-18      | Supercoppa tedesca 2017 |
| Friedrichshafen | Vincitrice Coppa di Germania 2017-18 | Supercoppa tedesca 2017 |

## Torneo
| 28 ottobre 2018 TUI Arena, Hannover Durata: 1h:54 - Spettatori: 5 175 | Charlottenburg | 1 - 3 | Friedrichshafen | 25-16, 18-25, 22-25, 20-25 |